# Kim Sa-rang
Kim Sa-rang (hangeul: 김사랑; Seul, 12 gennaio 1978) è una modella e attrice sudcoreana, incoronata Miss Corea 2001. Ha in seguito rappresentato la Corea a Miss Universo 2001, in occasione del quale ha ottenuto il riconoscimento di Miglior Costume Nazionale, indossando un tradizionale abito hanbok coreano.
Ha una laurea in musica tradizionale coreana, conseguita presso l'Università di Yong-In.

## Filmografia

### Cinema
- Namja tae-eonada (남자 태어나다), regia di Park Hee-joon (2002)
- Namnam bungnyeo (남남북녀), regia di Jeong Cho-sin (2003)
- Nuga geunyeo-wa jass-eulkka? (누가 그녀와 잤을까?), regia di Kim Yoo-sung (2006)
- Radio Dayz (라듸오 데이즈), regia di Ha Gi-ho (2007)

### Televisione
- Cheonsa-ui bunno (천사의 분노) – serie TV (2000)
- Eojjeomyeon joh-a (어쩌면 좋아) – serie TV (2001)
- Mina (미나) – serie TV (2001)
- Jeong (정) – serie TV (2002)
- Yeon-indeul (연인들) – sitcom (2002)
- Cheonnyeon ji-ae (천년지애) – serie TV (2003)
- Cheonnyeon-ui kkum (천년의 꿈) – serie TV (2003)
- I jun-il nom-ui sarang (이 죽일 놈의 사랑) – serie TV (2005)
- Wanggwa na (왕과 나) – serie TV (2007-2008)
- Jeonseol gohyang (전설의 고향) – miniserie TV (2008)
- Tokyo yeo-ubi (도쿄 여우비) – serie TV (2008)
- Secret Garden (시크릿 가든) – serie TV (2010-2011)
- Saranghaneun Eun-dong-a (사랑하는 은동아) – serie TV (2015)
- Abyss (어비스?, EobiseuLR) – serie TV (2019)

## Riconoscimenti
- 2002 Children's Peace Ambassador[2]
- 2005 KBS Drama Awards Women Tribologists